# 彼得·科舍沃伊
彼得·基里洛维奇·科舍沃伊（俄语：Пётр Кириллович Кошевой；1904年12月21日—1976年8月30日），苏联军事领导人，苏联元帅（1968年晋升）。

## 早年
1904年生于俄罗斯帝国赫爾松省亞歷山德里亞的一个乌克兰农民家庭。1920年2月加入工农红军，参加内战。主要在西南方面军红色哥萨克第8骑兵师作战，参加了波苏战争、镇压乌克兰反革命战争。
1923年毕业于克里米亚骑兵学校。1923年10月至1924年8月在红色哥萨克第1骑兵师第3骑兵团服役。1925年加入联共（布）。1927年毕业于布琼尼骑兵学校。1927年9月开始在莫斯科军区斯大林特种骑兵旅第61骑兵团服役，历任排长、团属学校校长、团参谋长。1936年至1939年在伏龙芝军事学院深造。1939年1月起任外贝加尔军区第15骑兵师参谋长。1940年2月转任步兵第65师师长。

## 第二次世界大战
1941年6月苏德战争爆发后，率领队伍加入沃尔霍夫方面军第4集团军。1941年11月参加季赫溫战役。1942年7月起任近卫步兵第24师师长。8月参加錫尼維亞攻勢。12月转至斯大林格勒方面军，参加冬季風暴作戰，挫败德国第6集团军的突围计划。1943年1月转移至南部方面军，参加北高加索攻势和罗斯托夫攻势。7月参加顿巴斯攻势。
1943年9月起任乌克兰第4方面军步兵第63军军长。在解放克里米亚战斗中表现卓越，率军解放塞瓦斯托波尔，因此获得苏联英雄称号（1944年5月16日）。1944年5月起任白俄罗斯第3方面军第31集团军步兵第71军军长，率军在东普鲁士作战。1945年1月改编为近卫第11集团军近卫步兵第36军军长。4月在攻克柯尼斯堡战役中对敌侧面实施了决定性突击，因此第二次获得苏联英雄称号（1945年4月19日）。

## 战后
第二次世界大战结束后，科舍沃伊仍然担任近卫步兵第36军军长。1946年7月至1947年3月，担任近卫第6集团军司令（波罗的海沿岸军区）。1947年3月至1948年在伏罗希洛夫总参军事学院进修。1948年4月至1954年6月担任第5集团军司令（滨海军区和远东军区）。1954年6月转任近卫第11集团军司令（波罗的海沿岸军区）。
1955年7月转任苏军驻德集群第一副总司令。1957年至1960年任西伯利亚军区司令员。1960年至1965年任基辅军区司令员。1964年晋升大将军衔。1965年1月转任驻德集群总司令。1968年4月15日与巴季茨基共同晋升为苏联元帅。1968年8月，参与苏联及华约成员国入侵捷克斯洛伐克的“多瑙河行动”。1969年10月卸任，转入国防部总监察组，担任总监察名誉职位。
苏共二十一大至二十四大代表。乌克兰共产党中央委员会委员（1961年9月30日－1966年3月15日）。苏共中央候补委员（1961年10月31日－1971年3月30日）。第六届、第七届苏联最高苏维埃（1962年－1970年）。
1976年8月30日去世。葬于莫斯科新圣女公墓。
关于第二次世界大战的回忆录《战争年代》于1978年在莫斯科出版。

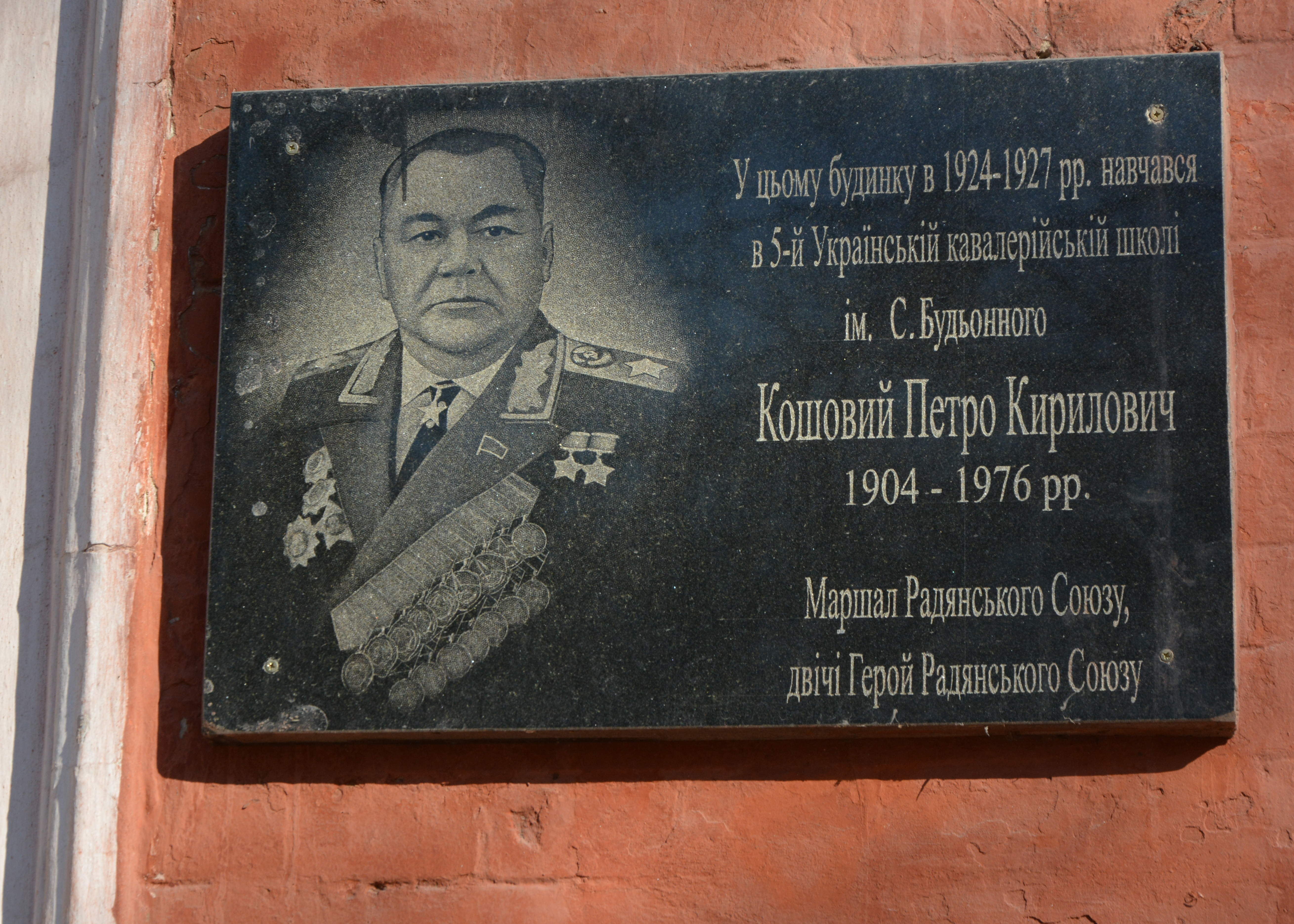

## 荣誉
两次获得苏联英雄称号。
获列宁勋章五枚，十月革命勋章一枚，红旗勋章三枚，一级博格丹·赫梅利尼茨基勋章一枚，二级苏沃洛夫勋章一枚，二级库图佐夫勋章两枚，奖章多枚。

## 军衔
- 上校（1940年2月29日）
- 少将（1942年10月1日）
- 中将（1944年5月17日）
- 上将（1954年5月31日）
- 大将（1964年4月13日）
- 苏联元帅（1968年4月15日）[5]